# Vilko Ovsenik

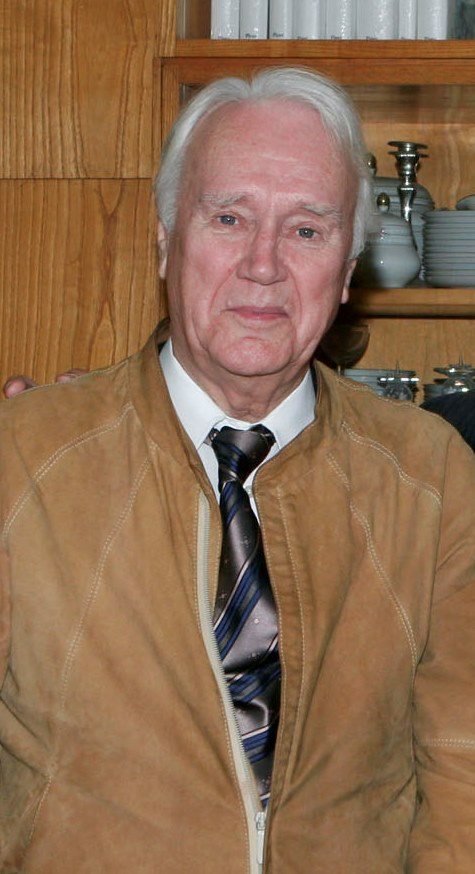
Vilko Ovsenik, 2008

Vilko Ovsenik (* 9. November 1928 in Begunje nahe Bled, Jugoslawien; † 3. August 2017) war ein slowenischer Komponist und Klarinettist.

## Leben
Ovsenik war der ältere Bruder von Slavko Avsenik, mit dem er in den 1950er Jahren den Oberkrainer-Sound kreierte. Die Brüder tragen verschiedene Familiennamen, obwohl der alte Familienname Ovsenik im Ersten Weltkrieg zu Avsenik geändert worden war. Nach dem Willen des Vaters sollte einer der beiden den ursprünglichen Familiennamen weiterführen, und Vilko entschied sich für die alte Schreibweise.
An der Musikakademie Ljubljana studierte Ovsenik Klarinette und schloss 1961 ab.
Er starb am 3. August 2017.

## Werke
Ovseniks Kompositionen sind fast alle in Zusammenarbeit mit seinem Bruder Slavko entstanden. Erst nach Auflösung des Ensembles Original Oberkrainer, zu dem Ovsenik alle Arrangements beigesteuert hatte, veröffentlichte er auch Kompositionen, die zur Gänze seiner Feder entstammen.